# Saint-Bonnet-le-Chastel
Saint-Bonnet-le-Chastel – miejscowość i gmina we Francji, w regionie Owernia-Rodan-Alpy, w departamencie Puy-de-Dôme. Nazwa miejscowości pochodzi od imienia św. Boneta.
Według danych na rok 1990 gminę zamieszkiwało 221 osób, a gęstość zaludnienia wynosiła 9 osób/km² (wśród 1310 gmin Owernii Saint-Bonnet-le-Chastel plasuje się na 629. miejscu pod względem liczby ludności, natomiast pod względem powierzchni na miejscu 322.).